# Elsy Jacobs
Elsy Jacobs (Pfaffenthal, 4 marzo 1933 – Loudéac, 28 febbraio 1998) è stata una ciclista su strada e pistard lussemburghese.
Fu la prima campionessa del mondo su strada nel 1958. Nello stesso anno stabilì a Milano il record dell'ora su pista con una distanza di 41,347 km che sarebbe rimasto imbattuto fino al 1972, quando le fu tolto dall'italiana Maria Cressari. Nel 1959 vinse la medaglia d'argento ai mondiali su pista nell'inseguimento individuale. Fu campionessa nazionale ininterrottamente dal 1959 al 1974.

## Piazzamenti

### Competizioni mondiali
- Campionati del mondo di ciclismo su strada
Reims 1958-In linea: 1ª
Karl-Marx-Stadt 1960-In linea: 11ª
Berna 1961-In linea: 3ª
Salò 1962-In linea: 13ª
Ronse 1963-In linea: 9ª
Sallanches 1964-In linea: 5ª
San Sebastián 1665-In linea: 9ª
Nürburgring 1966-In linea: 4ª
Heerlen 1967-In linea: 8ª
Imola 1968-In linea: 4ª
Zolder 1969-In linea: 18ª
Leicester 1970-In linea: 15ª
Mendrisio 1971-In linea: 11ª
Gap 1972-In linea: 20ª
Barcelona 1973-In linea: 11ª